# Mate Parlov
Mate Parlov (n. 16 noiembrie 1948, Split, RSF Iugoslavia – d. 29 iulie 2008, Pula, Istria, Croația) a fost un boxer iugoslav de origine croată, și medaliat olimpic cu aur, câștigător al Campionatului European și a celui Mondial la amatori și profesioniști. Parlov este considerat cel mai mare boxer croat din toate timpurile, și cel mai mare sportiv croat al secolului XX.

## La amatori
În cariera sa la amatori a participat la 310 meciuri și a pierdut 13. El a fost un de opt ori campion al Iugoslaviei la categoria grea (1967-1974), de cinci ori campion în Balcani (1970-1974), de două ori campion al Europei (1971 în Madrid, și 1973, la Belgrad) și campion mondial la ediția inaugurală a Campionatelor Mondiale din 1974 de la Havana, Cuba. El a câștigat premiul Mânușa de Aur de două ori, în 1967 și 1969. El a participat la Jocurile Olimpice de Vară de la Munchen din 1972 și a câștigat medalia de aur la categoria grea.

## Cariera la profesioniști
Parlov a trecut la profesioniști și a câștigat doisprezece dintre primele sale treisprezece meciuri înainte de a se lupta pentru titlul european la categoria ușoară. În 1976 s-a confruntat viitor campion mondial Matei Saad Mohamed. În prima lor luptă de la Milano, care a fost stabilită la opt runde, a fost declarat învins după decizia arbitrului. În revanșa cu Muhammad, s-au luptat pentru un timp de zece runde, învingându-l. După ce și-a apărat titlul European de trei ori, el s-a întâlnit Miguel Angel Cuello pentru titlul mondial WBC la categoria grea, în ianuarie 1978. Parlov l-a învins Cuello, devenind primul campion mondial profesionist dintr-o țară comunistă. Parlov a pierdut titlul la al doilea meci, încercând să-și recupereze titlul, însă fără succes.

## Retragere
După retragere Parlov și-a deschis o cafenea în Pula. A fost numit antrenorul naționalei de box a Iugoslaviei înaintea Jocurilor Olimpice din 1984. La Jocurile Olimpice, boxerii iugoslavi au obținut cele mai bune rezultate pe care le-a avut Iugoslavia vreodată: o medalie de aur, una de argint și două de bronz. După Jocurile Olimpice s-a mutat la Fažana în apropiere de Pula, stând departe de box și de public. În martie 2008, el a fost diagnosticat cu cancer pulmonar, și a murit patru luni mai târziu.